# Grootoogzeskieuwshaai
De grootoogzeskieuwshaai (Hexanchus nakamurai) is een haai uit de familie van de koehaaien. De vis kan een lengte bereiken van 180 centimeter.

## Leefomgeving
De grootoogzeskieuwshaai is een zoutwatervis. In brakwater is de soort nog nooit aangetroffen. De vis prefereert een diepwaterklimaat en heeft zich verspreid over de drie belangrijkste oceanen van de wereld (Grote, Atlantische en Indische Oceaan). Bovendien komt de grootoogzeskieuwshaai voor in de Middellandse Zee. De diepteverspreiding is 0 tot 600 meter onder het wateroppervlak.

## Relatie tot de mens
In de hengelsport wordt er weinig op de vis gejaagd.